# Skokomish (Washington)
Pour l’article homonyme, voir Skokomish.
Skokomish  est une census-designated place américaine de l'État de Washington dans le comté de Mason. 
La population était de 617 habitants en 2010.